# Grabowskia
Genre
Grabowskia est un genre de plantes à fleurs de la famille des Solanaceae.

## Liste d'espèces
Selon NCBI (27 septembre 2024) :
- Grabowskia boerhaviifolia
- Grabowskia duplicata
- Grabowskia glauca
- Grabowskia obtusa
- Grabowskia schizocalyx